# SN 1999cl
SN 1999cl (AAVSO 1226+14) – do tej pory jedyna supernowa odkryta w galaktyce Messier 88 w gwiazdozbiorze Warkocza Bereniki. Odkryto ją 29 maja 1999 w ramach programu Lick Observatory Supernova Search.
W momencie odkrycia miała jasność około 16,4m. Do 12 czerwca 1999 osiągnęła 13,6m. Później zaczęła słabnąć. Ustalono, że należała do typu Ia.